# دال غبغب‌دار

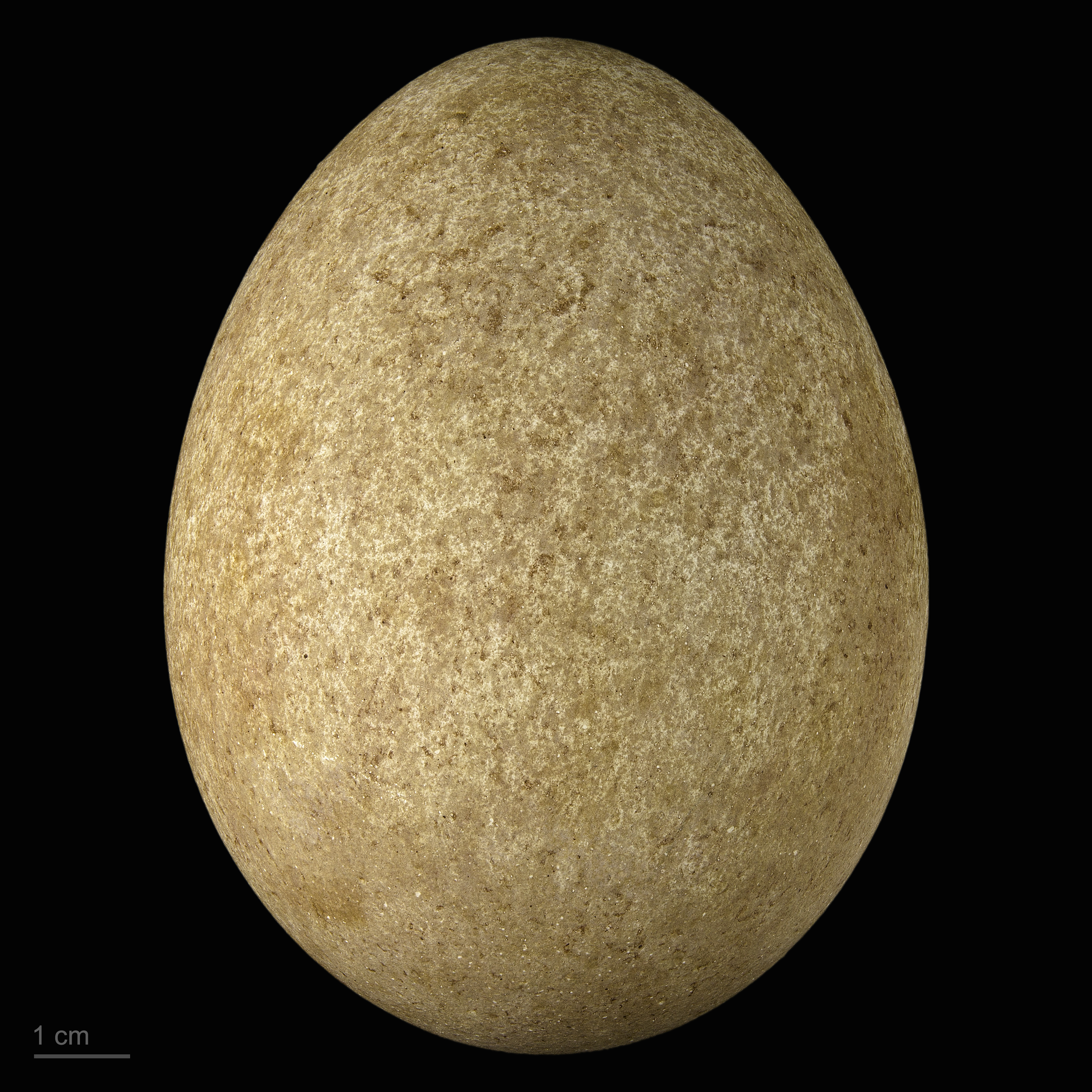
Torgos tracheliotus

دال غبغب‌دار (نام علمی: Torgos tracheliotos) نام یک گونه کرکس از تیرهٔ بازان است.